# Kensington High Street
Kensington High Street est une rue de la ville de Londres, Royaume-Uni.

## Situation et accès

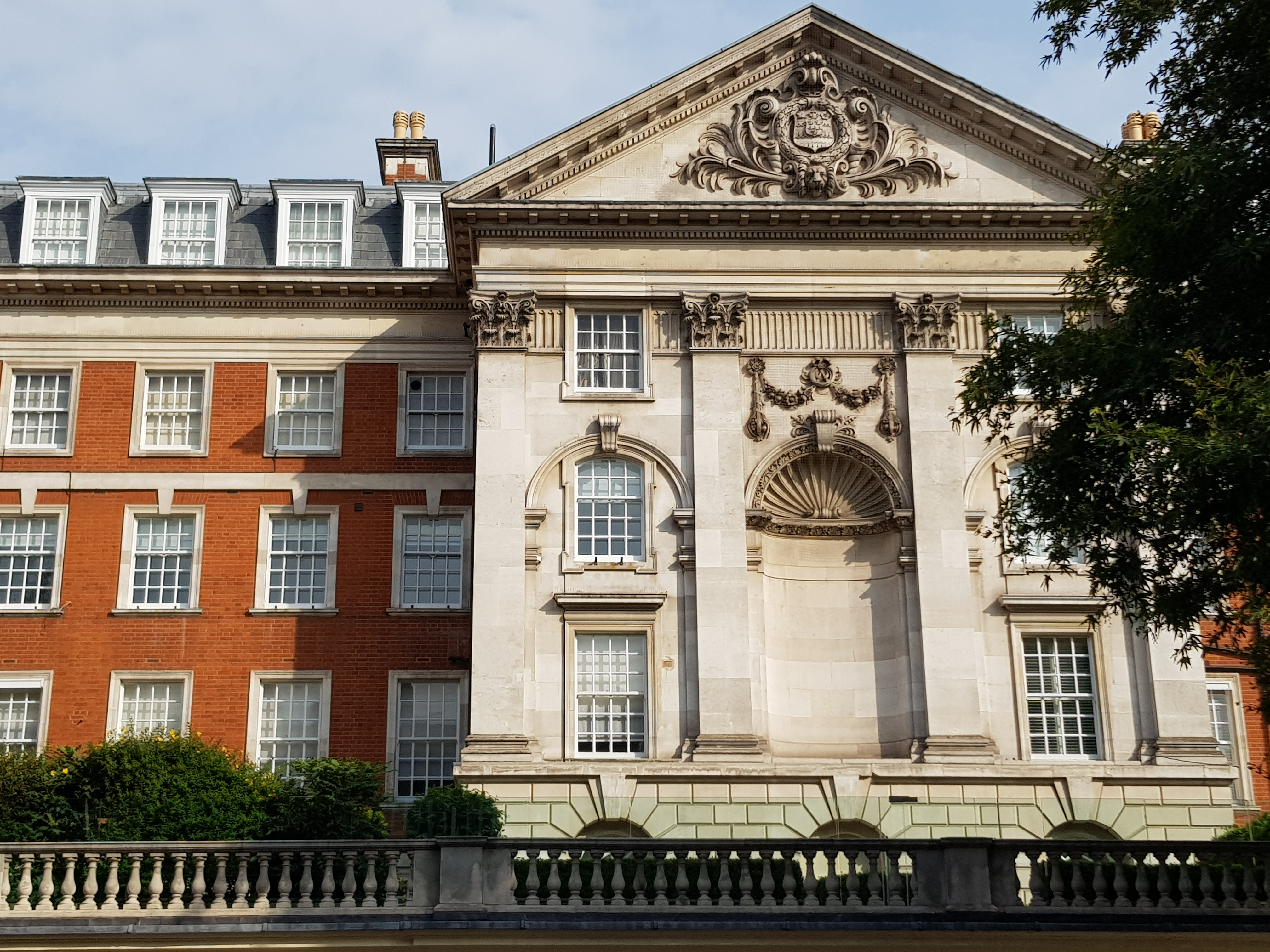
Immeuble surplombant Kensington High Street.

Prolongeant Kensington Road, orientée est-ouest, cette avenue est longue d’environ 1400 m. Elle marque la limite sud du quartier de Holland Park.
Elle est desservie par les lignes  Circle  District, à la station High Street Kensington, dont l'entrée se trouve dans la Kensington Arcade.
Kensington High Street est la principale rue commerçante de Kensington.

## Origine du nom
Comme dans Paddington, le suffixe -ington renvoie à un nom de domaine associé à un personnage, un certain Cynesige, dont on ignore tout.

## Historique
- 1868 : arrivée du métro dans la rue[2].

## Bâtiments remarquables et lieux de mémoire

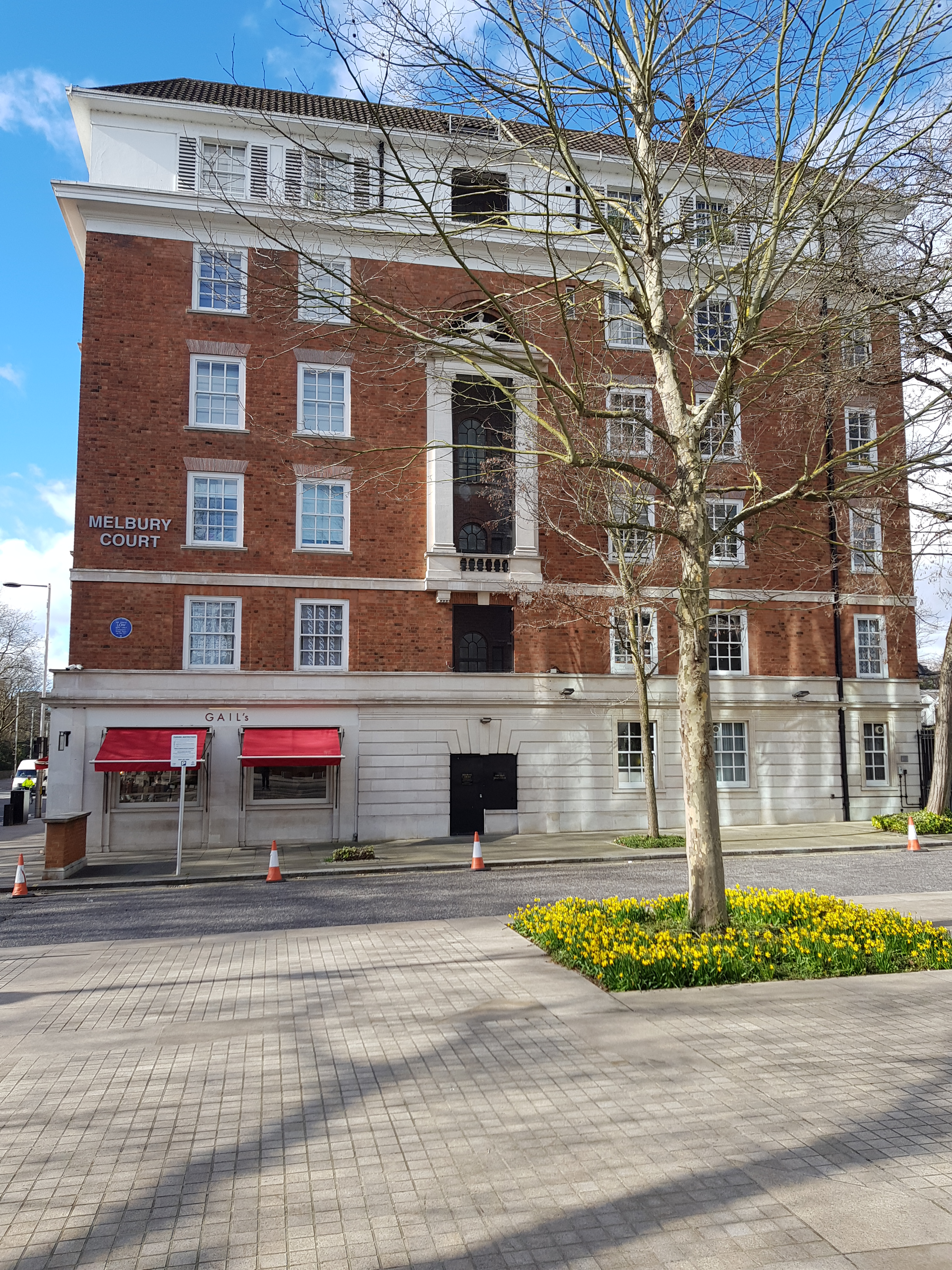
Melbury Court.

- Église néogothique St. Mary Abbots (1869-1872) conçue par l'architecte George Gilbert Scott[3], au coin de Kensington Church Street.

- Kensington Vestry Hall (1852).

- No 99 : Roof Garden de 6000 m2 (1930)[4].

- No 235a : église catholique Our Lady of Victories (Notre-Dame des Victoires).

- No 344 : ambassade du Paraguay[5].